# Am Kurpark 7

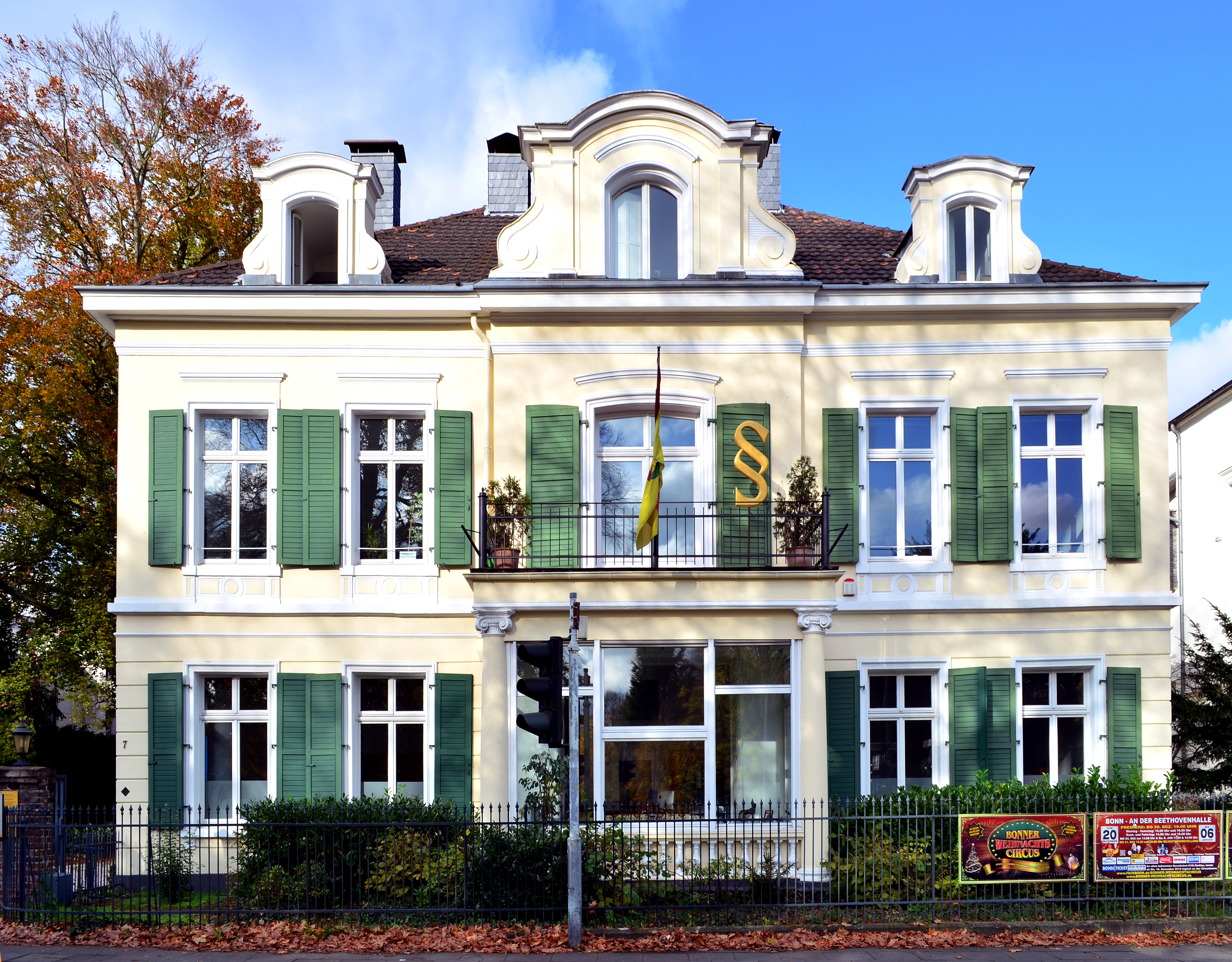
Villa Am Kurpark 7 (2012)

Das Gebäude Am Kurpark 7 ist eine Villa im Zentrum des Bonner Stadtbezirks Bad Godesberg, die Mitte des 19. Jahrhunderts errichtet wurde. Sie liegt im Ortsteil Alt-Godesberg gegenüber der Redoute. Die Villa steht als Baudenkmal unter Denkmalschutz.

## Geschichte
Die Villa entstand vermutlich Mitte des 19. Jahrhunderts als Sommerresidenz für den Geheimen Kommerzienrat Eduard Joest (1821–1892), einen Kölner Zuckerfabrikanten und Inhaber der von seinem Vater begründeten Firma Carl Joest & Söhne. Der früheste Nachweis des Anwesens findet sich in einem Wanderführer des Kölner Schriftstellers Ernst Weyden aus dem Jahre 1864, in dem die benachbarten Villen von Eduard und dessen Bruder Julius Joest (Am Kurpark 5) erwähnt werden. Die Bauakten setzen erst nach Errichtung der Villa im Jahre 1877 ein, als Eduard Joest einen Bauantrag für einen rückwärtigen Küchenanbau an die Villa stellte. Eduards Sohn Wilhelm Joest (1852–1897), der Naturwissenschaftler und Forschungsreisender wurde, wuchs in der Villa auf und ließ sich später in dem ursprünglich für den Godesberger Bürgermeister Johann Hubert Mathonet (1793/95–1879) erbauten Nachbarhaus (Am Kurpark 6) nieder. Noch bis mindestens 1891 war Eduard Joest in der Villa wohnhaft.
Im Jahre 1898 plante ein Baron Charles Lucius Paul van der Borch die Erstellung eines eingeschossigen Zwischenbaus zwischen den Häusern Nr. 6 und 7 nach einem Entwurf des Architekten und Regierungsbaumeisters Heinrich Plange, der jedoch nicht zur Ausführung kam. Bis 1903 war das Anwesen in den Besitz des Godesberger Bauunternehmers Theodor Wilhelm Düren übergegangen, der das Haus in diesem Jahr ausweislich seines Bauantrags umbauen und den rückwärtigen Anbau erweitern ließ. Unter demselben Eigentümer erfolgte 1913 für den Bauherrn Rudolf Diel, einen Kaufmann aus Godesberg, der Einbau einer schrägen Eckverbindung zwischen dem Vorder- und Hinterhaus zwecks Ausbau eines Schrankzimmers. 1919 wurde die Villa in ein Zweifamilienhaus umgebaut. Als Bauherr und Unternehmer trat erneut Theodor Wilhelm Düren auf. Im Zuge des Umbaus wurden die Decken teilweise durch massive Stahlbetondecken ersetzt, Tür- und Fensteröffnungen neu gebrochen oder zugemauert, im Hinterhaus eine massive Stahlbetontreppe eingebaut, die bisherigen Entree-, Küchen- und Dienerräume durch Einziehung von Zwischenwänden in Wohnzimmer aufgeteilt und der zentrale Eingangsbereich zu seiner heutigen Form umgebaut und geschlossen. Das Anwesen diente noch bis zum Ende des Zweiten Weltkriegs 1945 als Wohnhaus für den Eigentümer und eine Mietpartei, als es von amerikanischen Besatzungstruppen beschlagnahmt wurde.
1951 mietete das Königreich Spanien die Villa an, um dort die Residenz seines Botschafters in der Bundesrepublik Deutschland am Regierungssitz Bonn einzurichten. Sie war innerhalb von Bad Godesberg der am nächsten an der Redoute gelegene Standort einer diplomatischen Vertretung, in der regelmäßig Diplomatenempfänge stattfanden. Mitte der 1970er-Jahre ging das Anwesen von einer Privatperson aus Bad Godesberg in das Eigentum einer Grundbesitzgesellschaft in Köln über. Nach 1980 erfolgten für die spanische Botschaft – ohne baubehördliche Genehmigung – Umbauten am Gebäudeinneren und -äußeren, darunter die Errichtung eines eingeschossigen Anbaus hinter der rückwärtigen linken Gebäudeseite. Im Februar 1986 wurde der spanische König Juan Carlos I. im Zuge seines Staatsbesuchs in Deutschland in der Residenz empfangen. 1981 und 1991 wurde das Haus im Rahmen von Fassadenwettbewerben der Stadt Bonn prämiert. Die Eintragung der Villa in die Denkmalliste der Stadt Bonn erfolgte am 2. Dezember 1997.
Im Zuge der Verlegung des Regierungssitzes zog die spanische Botschaft 1999 nach Berlin um (→ Spanische Botschaft in Berlin). Neuer Nutzer der Villa wurde eine Anwaltskanzlei, seit 2014 beheimatet sie zudem die Geschäftsstelle eines Kulturvereins.